# IBSA World Games 2023
Die IBSA World Games 2023 wurden vom 15. bis 25. August 2023 auf dem Campus der University of Birmingham ausgetragen. Das Turnier wurde von der International Blind Sports Federation (IBSA) veranstaltet. Die IBSA World Games sind das größte Sportturnier für Menschen mit Sehbehinderung. An dem Turnier nahmen etwa 1000 Behindertensportler aus mehr als 70 Nationen teil. Im Rahmen des Turniers gab es auch die erste Weltmeisterschaft im Blindenfußball der Frauen.

## Eröffnungsfeier
Die Eröffnungsfeier der Spiele fand am 18. August 2023 ab 19:25 Uhr Ortszeit in der City of Birmingham Symphony Orchestra Hall in Birmingham statt. Sie wurde live auf dem Youtube-Kanal der IBSA übertragen. Dem Anlass entsprechend traten neben den sehbehinderten Teilnehmern der World Games auch sehbehinderte Künstlerinnen und Künstler auf, unter anderem das Inner Vision Orchestra, die Tanzgruppe der Step Change Studios, Dance Dosti und der in Birmingham geborene blinde DJ Pervez Hussain. Der Präsident der IBSA, der Aserbaidschaner Ilgar Rahimov, sowie die Vorsitzende des britischen Blindensportverbandes, Sallie Barker MBE, eröffneten die Spiele. Bei einer Flaggenparade präsentierten sich die Athleten und die 70 Teilnehmernationen.

## Sportarten
Im Rahmen des Wettbewerbs wurden Turniere in den Sportarten Bogenschießen, Schach, Cricket, Blindenfußball, Goalball, Judo, Gewichtheben, Tischball, Bowling und Blindentennis ausgetragen. In einigen Sportarten dienten die IBSA World Games als Qualifikation für die Paralympischen Spiele 2024 in Paris.

## Ergebnisse (Auswahl)

### Cricket (Männer)
Teilnehmerstaaten: England, Australien, Indien, Pakistan, Bangladesh
Das Cricketturnier der Herren konnte Indien gegen die Mannschaft aus Bangladesh für sich entscheiden.

### Cricket (Frauen)
Teilnehmerstaaten: England, Australien, Indien
Das Cricketturnier der Damen konnte Indien gegen die Mannschaft aus England für sich entscheiden.

### Goalball (Männer)
Die Halbfinalrunde erreichten aus 14 teilnehmenden Nationen die Mannschaften aus Litauen, Südkorea, Japan und der Ukraine. Die Mannschaft aus Japan setzte sich im Finale gegen Südkorea durch und qualifizierte sich somit für die Paralympischen Spiele.
|  | Viertelfinale      | Viertelfinale |  |  | Halbfinale | Halbfinale |   |  | Finale | Finale |
|  |                    |               |  |  |            |            |   |  |        |        |
|  |                    |               |  |  |            |            |   |  |        |        |
|  | Litauen            | 10            |  |  |            |            |   |  |        |        |
|  | Türkei             | 2             |  |  | Litauen    | 7          |   |  |        |        |
|  |                    |               |  |  | Südkorea   | 11         |   |  |        |        |
|  | Iran               | 1             |  |  |            |            |   |  |        |        |
|  | Südkorea           | 8             |  |  | Südkorea   | 3          |   |  |        |        |
|  |                    |               |  |  |            | Japan      | 7 |  |        |        |
|  | Ukraine            | 11            |  |  |            |            |   |  |        |        |
|  | Finnland           | 4             |  |  | Ukraine    | 3          |   |  |        |        |
|  |                    |               |  |  | Japan      | 4          |   |  |        |        |
|  | Japan              | 5             |  |  |            |            |   |  |        |        |
|  | Vereinigte Staaten | 1             |  |  |            |            |   |  |        |        |

### Goalball (Frauen)
Es nahmen Mannschaften aus 12 Nationen teil, darunter die deutsche Goalballnationalmannschaft der Frauen. Die Halbfinalrunde erreichten die Mannschaften aus Brasilien, Japan, China und Kanada. Das Finale konnte die Mannschaft aus China mit einem 3:0 gegen Japan für sich entscheiden und qualifizierte sich damit für die Paralympischen Spiele 2024. Die deutschen Spielerinnen erreichten Rang 8.

|  | Viertelfinale      | Viertelfinale |  |  | Halbfinale | Halbfinale |   |  | Finale | Finale |
|  |                    |               |  |  |            |            |   |  |        |        |
|  |                    |               |  |  |            |            |   |  |        |        |
|  | Brasilien          | 3             |  |  |            |            |   |  |        |        |
|  | UK                 | 2             |  |  | Brasilien  | 3          |   |  |        |        |
|  |                    |               |  |  | Japan      | 4          |   |  |        |        |
|  | Japan              | 4             |  |  |            |            |   |  |        |        |
|  | Vereinigte Staaten | 3             |  |  | Japan      | 0          |   |  |        |        |
|  |                    |               |  |  |            | China      | 3 |  |        |        |
|  | China              | 10            |  |  |            |            |   |  |        |        |
|  | Deutschland        | 0             |  |  | China      | 6          |   |  |        |        |
|  |                    |               |  |  | Kanada     | 1          |   |  |        |        |
|  | Kanada             | 6             |  |  |            |            |   |  |        |        |
|  | Israel             | 3             |  |  |            |            |   |  |        |        |

### Judo
Am Judoturnier nahmen 235 Judoka aus 42 Nationen teil, davon 143 Männer. Erfolgreichste Nation war China vor dem Iran, der Ukraine, der Türkei, Brasilien und Kasachstan.

### Fußball (Männer)
Das Turnier diente der Qualifikation für die paralympischen Spiele 2024. Es nahmen 16 Nationen teil, die zunächst in vier Vorrundengruppen gegeneinander antraten.
In der Finalrunde gab es dann Spielrunden um die Plätze 13–16, 9–12, 5–8 und 1–4. Das Finale entschied Argentinien mit 2:1 gegen China für sich.

### Fußball (Frauen)
Erst im Herbst 2020 gründete sich in Österreich die erste europäische Frauenmannschaft im Blindenfußball. Entsprechend fand erstmals in der Geschichte der IBSA-Weltmeisterschaften auch ein Turnier im Frauen-Blindenfußball statt. Teilnehmende Nationen dieser ersten Blindenfußball-Weltmeisterschaft der Frauen waren in der Reihenfolge ihrer späteren Platzierung:
1. Argentinien
2. Japan
3. Schweden
4. Indien
5. Marokko
6. Österreich
7. Deutschland
8. England

#### Vorrunde
Die Vorrunde des Turniers wurde in zwei Gruppen ausgetragen.
Zur Gruppe A gehörten (in der Reihenfolge ihrer Platzierung in der Gruppe):
- Japan
- Schweden
- Marokko
- England

Zur Gruppe B gehörten (in der Reihenfolge ihrer Platzierung in der Gruppe):
- Argentinien
- Indien
- Österreich
- Deutschland

#### Hauptrunde
In der Hauptrunde spielte Deutschland gegen England um Platz 7, dieses Spiel gewann das deutsche Team mit 1:0 nach Sechsmeterschießen. Österreich spielte gegen Marokko um Platz 5 und unterlag ebenfalls 0:1 nach Sechsmeterschießen.
Das erste Halbfinale fand zwischen Japan und Indien statt und endete mit 1:0 nach Sechsmeterschießen, das zweite Halbfinale zwischen Argentinien und Schweden ging 3:0 aus. Im Spiel um Platz drei unterlag Indien Schweden mit 0:1; das Finale entschieden die Argentinierinnen gegen Japan mit 2:1 für sich.

#### Deutsches Team
Die Spielerinnen des deutschen Teams gehörten zumeist zum Bundesligameister FC St. Pauli. Aber auch von Fortuna Düsseldorf und Borussia Dortmund stammten Spielerinnen. Zum Team zählten die Feldspielerinnen Jenny Dabelstein, Alissa Rudi, Jana Marquart, Mathilda Maas, Thoya Küster und Katja Löffler (alle FC St. Pauli) sowie Melissa Potratz (Fortuna Düsseldorf) und Amira Schwarz (Borussia Dortmund) und die Torhüterinnen Svenja Bartels und Marie Jürgens. Gemeinsam konnten sie 2022 die erstmals ausgetragene Europameisterschaft gewinnen und waren damit für die Weltmeisterschaft qualifiziert. Sie wurden von Wolf Schmidt und Sven Gronau trainiert. Karin Leiecker war ihr Guide.
In der Vorrunde trafen die deutschen Spielerinnen auf Argentinien und verloren ihr Auftaktspiel mit 0:3. Die folgenden beiden Partien gegen Indien und Österreich endeten jeweils mit 0:0. Damit schied die deutsche Mannschaft nach der Vorrunde aus.
Um an dem Turnier teilnehmen zu können, wurde eine Crowdfunding-Aktion gestartet, da es für die Teilnahme der Frauen keine Unterstützung durch die Verbände Deutscher Fußball-Bund und Deutscher Behindertensportverband gab. Im Gegensatz zu den Männern, bei denen Blindenfußball seit 2004 als paralympische Sportart anerkannt ist und die somit durch die Verbände gefördert werden, ist der Blindenfußball der Frauen noch nicht paralympisch anerkannt und genießt dementsprechend keinerlei Förderung. Dies betrifft auch die Ausrüstung der weiblichen Fußballer.
Die privat initiierte Crowdfunding-Aktion mit einer Zielsumme von 20.000 Euro erreichte zum Schluss eine Summe von 24.411 Euro. Auch bereits für die Teilnahme an der Europameisterschaft 2022 in Italien war eine Crowdfunding-Aktion nötig.
Insgesamt musste eine Summe von 60.000 Euro aufgebracht werden. Zu dem Geld der Aktion kam eine Spende der Heinz-Kettler-Stiftung in Höhe von 25.000 Euro, den Rest zahlten kleinere Geldgeber und die Blindenfußballabteilung des FC St. Pauli.